# Кёйпер, Николас
Николас Хендрик (Нико) Кёйпер (28 июня 1920 года, Роттердам — 12 декабря 1994 года, Утрехт) — голландский математик.

## Научный вклад
- Критерий согласия Кёйпера
- Теорема Кёйпера[англ.]
- Теорема Нэша — Кёйпера
- Многообразие Илса — Кёйпера

## Биография
Кёйпер защитил диссертацию по дифференциальной геометрии в Университете Лейдена в 1946 году под руководством Виллема ван дер Водэ.
Переехал в Соединенные Штаты.
Сначала работал в Мичиганском университете, вместе с Боттом и его учеником Смейлом.
Затем в Институте перспективных исследований вместе с Черном.
Позднее он был назначен профессором чистой математики в университете Амстердама.
Занимал должность директора Института высших научных исследований с 1971 года до ухода на пенсию в 1985. После выхода на пенсию он оставался во Франции до 1991 года.
После этого вернулся жить в Нидерланды и продолжал участвовать в математических коллоквиумах в университете Утрехта.

## Статьи, переведённые на русский язык
- Н. Х. Кёйпер. О C1-изометрических вложениях // Математика. — 1957. — Т. 1, № 2. — С. 17—28.
- Н. Х. Кёйпер. Минимальная тотальная кривизна, взгляд на старые и новые результаты // УМН. — 1985. — Т. 40, № 4(244). — С. 49—54.
- Д. Нэш, Н. Кёйпер. Изгибание гладких поверхностей и построение поверхностей с заданной метрикой // Матем. просв. сер. 2. — 1957. — Т. 2. — С. 261—263.